# L'Estany (Biosca)
L'Estany és una masia del municipi de Biosca (Solsonès) que forma part de l'Inventari del Patrimoni Arquitectònic de Catalunya.

## Descripció
És un edifici de quatre façanes i tres plantes. A la façana nord-est, a la part esquerra, hi ha una entrada senzilla, més a la dreta hi ha una entrada més gran amb porta de fusta de doble batent. A la planta següent, hi ha quatre finestres repartides per la façana. A la part dreta de la façana, hi ha un edifici adjunt de nova construcció.

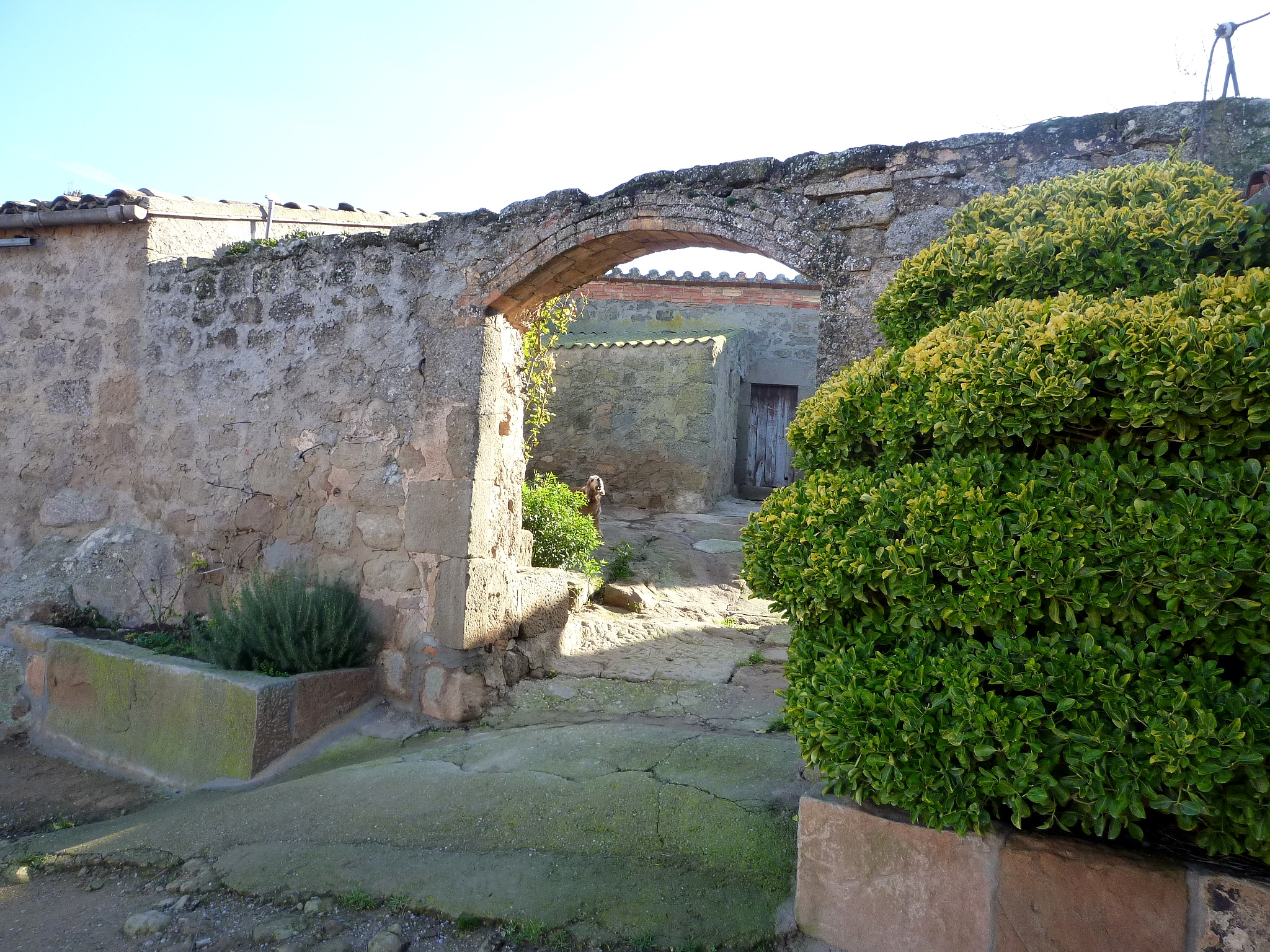
El baluard

A la façana nord-oest, hi ha una gran entrada amb porta de fusta de doble batent, amb una petita coberta. Aquesta entrada dona a la planta baixa. A la planta següent, a l'esquerra hi ha un balcó amb barana de ferro, a la seva dreta hi ha una finestra. Al darrer pis hi ha una finestra al centre.
A la façana sud-est, hi ha dues petites obertures a la segona planta, i dues finestres a la darrera. A la façana sud-oest, hi ha una entrada tapiada a la part esquerra, més a la dreta, hi ha una altra entrada. A la planta següent, a l'esquerra hi ha una finestra, tot seguit hi ha dos balcons amb barana de ferro, a la dreta de tot hi ha una finestra. La coberta és de dos vessants (sud-oest, nord-est), acabada amb teules.
Adjunt a la façana nord-est de l'edifici principal hi ha un edifici de nova construcció, amb una gran entrada amb porta metàl·lica. La coberta és d'un sol vessant (nord-est), acabada amb teules.
Adjunt a la façana sud-oest hi ha un edifici que forma part de l'habitatge, on es veu una gran terrassa.
Hi ha diversos edificis més amb funció agrícola. Per accedir a l'entrada principal de la casa, hem de passar abans per una entrada anterior, amb arc rebaixat.